# 狂淫学園
『狂淫学園』（きょういんがくえん）は、アトリエかぐや Berkshire Yorkshireが2001年11月22日に発売したアダルトゲームであり、開発チームBerkshire Yorkshireのデビュー作である。2004年5月28日には同社の別ゲーム『恥辱診察室』のDVD-ROM版の特典として同時収録された。
2005年6月24日にはアイチェリーよりDVDPG版が発売された。

## あらすじ
草野光博は名門女学園に教育実習生として赴任することになったが、彼には女学生の体操着や下着などを手にいれてインターネット上で売るという、裏の顔があった。教育実習もその計画のために実行したものであり、徐々にその行為は脅迫へとエスカレートしていく。

## 特徴
それぞれの生徒は時間割に沿って行動しており、特別教室授業で空になった教室や、体育中の女子更衣室に忍び込んで机やロッカーを漁り、ターゲットの持ち物を盗んだり、下着の股間部分に媚薬を塗りこむといった細工が可能。また、休み時間中には廊下での世間話中のスカート内や女子トイレを盗撮することが可能。持ち物漁りや盗撮は、マウスのボタンを連打するミニゲームとなっている。前半のストーキング活動で女生徒の秘密を暴くことで、後半の脅迫による凌辱に繋がる展開となる。
スカート内盗撮は日付によって下着の柄が違ったり、細工で下着を履いていなかったり染みが出来たりといった変化が生じるため、かなりCGバリエーションは多い。

## 登場人物
草野 光博（くさの みつひろ）
本作の主人公。ある計画のために名門女学院に教育実習生として赴任してくる。
早坂 翔子（はやさか しょうこ）
2年5組。清楚でおしとやかな性格。
乾 美加（いぬい みか）
2年6組。バレー部所属。気が強く男勝りな性格。
弓乃 繭（ゆみの まゆ）
2年5組。無口な女の子。
田所 さなえ（たどころ さなえ）
1年4組。愛称は「なえ」。明るく元気な性格。
南波 雪菜（ななみ ゆきな）
1年1組。明るく活発な性格。芸能界でアイドルとして活躍しているため、学校に来ることは少ない。

## 開発
本作は開発チームBerkshire Yorkshireのデビュー作であると同時に、原画家のchoco chipのデビュー作でもある。
choco chipはTGSmartとのインタビューの中で、凌辱ものの本作の原画を手掛けるのはなかなか大変だったと振り返っており、「女性の泣き顔を描くという状況がまず、なかなかないものなので、色々と勉強になりました！」とも話している。